# Cryptocephalus undulatus
Cryptocephalus undulatus es una especie de insecto coleóptero de la familia Chrysomelidae.
Fue descrita científicamente en 1854 por Suffrian.